# بخش گوگان
بخش گوگان یکی از بخش‌های تابعهٔ شهرستان آذرشهر در استان آذربایجان شرقی در شمال غربی ایران است.

## تقسیمات کشوری
- بخش گوگان
  - دهستان دستجرد

شهرها: گوگان، تیمورلو

## جمعیت
بنابر سرشماری مرکز آمار ایران، جمعیت بخش گوگان شهرستان آذرشهر در سال ۱۳۸۵ برابر با ۲۳٬۷۷۰ نفر بوده‌است.